# إبراهيم نجار

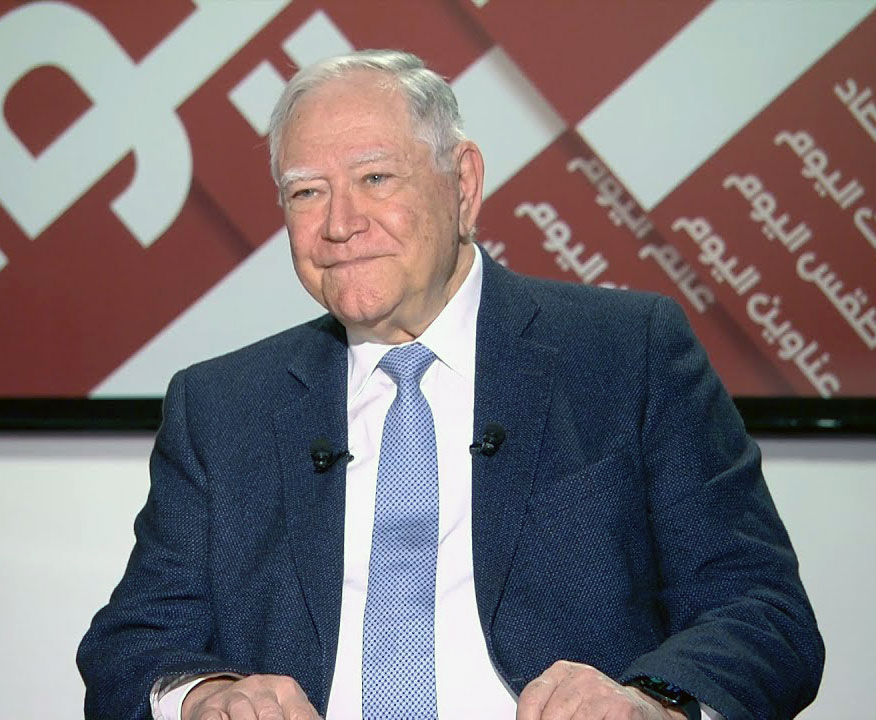

إبراهيم نجار محامٍ ورجل سياسي لبناني.

## مسيرته
إبراهيم نجار هو محامٍ، أستاذ جامعي سياسي ووزير للعدل بين عامي 2008 و2011.
ولد سنة 1941 في طرابلس محافظة لبنان الشمالي، متزوج من ماري ـ روز شمعون وقد رزقا بثلاثة أولاد: ناتالي، سارج وسيريل.
وينتمي نجار إلى طائفة الروم الارثوذكس.
يقيم في مقره على العنوان التالي:11، شارع مدرسة السلام، ألاشرفية- بيروت.
الدراسة: مدرسة الراهبات اللعازاريات (طرابلس) ـ معهد مار يوسف عينطورة ـ الليسيه الفرنسي في بيروت ـ كلية الحقوق في جامعة القديس يوسف في بيروت وكلية الحقوق في باريس.

## مساره االسياسي
إبراهيم نجار قريب من حركة 14 آذار ومنظومة القوات اللبنانية.
كان منتمياً إلى حزب الكتائب اللبنانية، حيث كانت له نشاطات عديدة منها تأسيس وقيادة حركته الطلابية في الستينات وتوليه رئاسة أقليم منطقة الكورة من 1973 إلى 1978.
كما كان عضواً في المكتب السياسي للحزب في السبعينات والثمانينات.
كما كان قريباً من بيار الجميّل وكذلك من رئيسي الجمهورية اسابقين بشير وامين الجميّل.
في تموز 2008، مثّل القوات اللبنانية وقائدها سمير جعجع، في حكومة الرئيس فؤاد السنيورة حيث تولى حقيبة وزارة العدل. وقد أعيد تكليفه بمهام هذه الوزارة في حكومة الرئيس سعد الحريري بين عامي 2009 و2011.
اثناء توليه لمهامه الوزارية، اقترح العديد من مشاريع القوانين، منها على سبيل المثال: مشروع قانون لالغاء الاحتجاز التعسفي، ومشاريع قوانين لاحترام وصيانة حقوق الإنسان، ومشروع قانون لتعديل قانون الإرث لغير المحمديين تماشياً مع الفقه والاجتهاد والعلم الحديث في لبنان وفرنسا، ومشروع قانون لتنظيم وتسهيل اعطاء الجنسية اللبنانية للبنانيين المتحدرين من أصول لبنانية، الخ...
كما اهتم باضفاء روح العصر على وزارة العدل عبر مشروع قانون يجعل منها " وزارة الحريات وحقوق الإنسان"
أجرى تشكيلتين قضائيتين شاملتين في عامي 2009 و2010 بعد تجميدها لسنوات، كما أن الرواتب القضائية قد تضاعفت سنة 2011 بمبادرة منه، وذلك بفضل مشروع قانون اقترحه لتحسين اوضاعهم.
وضع اتفاقيات للتعاون والتنسيق مع المحكمة الخاصة للبنان، كما ابرم اتفاقيات ثنائية مع عدّة دول أوروبية وعربية.
كما قدّم نجار تقريراً سنة 2010 في قضية "شهود الزور" على اغتيال رئيس الوزراء السابق رفيق الحريري.

## الحياة الجامعية والمهنية
درس نجار القانون في جامعة القديس يوسف في بيروت، ثم تابع دراسته في جامعة باريس. تميزت مسيرة إبراهيم نجار كمحامي، والتي بدأت تحت إشراف الدكتور إدمون رباط ونقيب المحامين جورج فيليبيديس، بين عامي 1963 و1966، بالتعامل مع قضايا مهمة في القانون الخاص المحلي وإدارة المحاكمات الدولية. وتم تحقيق نجاحات مشهودة في مجال قانون الملكية العائلية، وقانون البنوك والأسواق المالية، وقانون الملكية، والتحكيم. وقد أنتج منه عملاً تعليمياً بعنوان " في قصر العدل ". وهو منذ العام 1966 أستاذ القانون في جامعة القديس يوسف في بيروت واستاذ زائر في عدة جامعات فرنسية واميركية.
ومنذ تاريخ 29 حزيران1916 يشغل منصب أستاذ شرف في كلية الحقوق والعلوم السياسية في جامعة القديس يوسف في بيروت.
في شهر حزيران من العام 2017 تمّ تعيينه رئيساً للهيئة التأديبية في المحكمة الخاصة للبنان.
هو مؤلف لاطروحة هامة (1966) حول " حق الخيار: مساهمة في دراسة الحق الارادي والعمل المنفرد الطرف في القانون الفرنسي" امام لجنة مؤلفة من: بيار رينو، جان كاربونييه، جان شوفاليه. توجت الاطروحة من قبل كلية الحقوق في باريس، ونشرت بالاشتراك مع المركز الوطني للبحوث العلمية. وهو وهو واضع لكتابين حول حقوق العائلة في لبنان: الإرث (الطبعة السادسة 2025) والهبات والوصايا (الطبعة الخامسة 2020). وهو ايضاً واضع لقاموس قانوني (فرنسي عربي- عربي فرنسي)... إلى جانب العديد من المقالات المنشورة في فرنسا في موسوعة دالوز كما في مجموعة دورية دالوز وفي " المجلة الفصلية للقانون المدني" (1976- 2000) ونجار هو ايضاً مؤسس " المجلة اللبنانية للتحكيم العربي والدولي" ورئيس تحريرها منذ العام 1996.
كما اشرف أيضاً منذ العام 1975 على إدارة مجلة " الشرق الادنى- دراسات في القانون" التي تصدر عن جامعة القديس يوسف في بيروت.
عام 2016 نشر إبراهيم نجار ثلاثة كتب تضمّ بعضاً من دراساته في القانون اللبناني والفرنسي المنشورة في مراجع متعددة وذلك حول عنوان واحد عريض وهو " القانون في خدمة الإنسان" وقد حملت هذه الكتب عنوان " كتابات في القانون الخاص الفرنسي" وكتابات في القانون الخاص اللبناني".
منذ 2 تشرين الثاني نجار هو نائب رئيس " اللجنة الدولية المناهضة لعقوبة الإعدام " التي انشأتها اسبانيا في العام 2010.
هو ضابط جوقة الشرف للجمهورية الفرنسية، وكوموندور جوقة ايزابيل الكاثوليكية الاسبانية.
حائز لجائزة الشرف من جامعة القديس في بيروت وحامل جائزة " حقوق الإنسان" في لبنان لعام 2010، إلى جانب العديد من الاوسمة والتنويهات اللبنانية والعربية والدولية.